# Ambohimandry
Ambohimandry est une commune urbaine malgache, située dans la partie est de la région d'Itasy.

## Géographie
Situé à 1 313 m d'altitude, Ambohimandry est une ville Malgache situé presque au centre de l'île africaine. À proximité d'Antanarivo (43 km), il faut pour pouvoir y accéder emprunter un chemin très peu praticable, entraînant un trajet d'une durée de 1 h 30 à 2 h selon les conditions.
Cette ville est située dans le district d'Arivonimamo dans la région d'Itasy.

## Démographie
La commune comptait un peu plus de 23 000 habitants en 2003.
Les habitants vivent principalement de la culture du riz, du manioc, du maïs et du soja.

## Économie
Environ 10 % de la population détient la majorité des richesses (Propriétaires terriens et commerciaux), les 90 % restant vivent dans la pauvreté absolue.
Une journée de travail au champ représente un salaire d'environ 7000 francs malgaches (0,80 €, soit le prix d'1 kg de riz).